# (6665) Kagawa
(6665) Kagawa  es un asteroide perteneciente al cinturón de asteroides, descubierto el 14 de febrero de 1993 por Takeshi Urata desde el Observatorio de Nihondaira, en Japón.

## Designación y nombre
Kagawa se designó inicialmente como 1993 CN.
Más adelante fue nombrado en honor al astrónomo japonés Tetsuo Kagawa (n.1969).

## Características orbitales
Kagawa orbita a una distancia media del Sol de 3,0034 ua, pudiendo acercarse hasta 2,7862 ua y alejarse hasta 3,2207 ua. Tiene una excentricidad de 0,0723 y una inclinación orbital de 11,4361° grados. Emplea en completar una órbita alrededor del Sol 1901 días.

## Características físicas
Su magnitud absoluta es 12,2. Tiene 12,003 km de diámetro. Su albedo se estima en 0,177.